# فرانکو کاوسیو
فرانکو کاوسیو (به ایتالیایی: Franco Causio) بازیکن فوتبال و اهل ایتالیا است 

## تیم ملی
از سال ۱۹۷۲ میلادی عضو تیم ملی فوتبال ایتالیا بوده و در ۶۳ بازی ملی حضور داشته‌است. او در بازی‌های ملی‌اش ۶ گل به ثمر رساند.
فرانکو کاوسیو آخرین بازی ملی خود را در سال ۱۹۸۳ میلادی انجام داد.